# Collective Soul

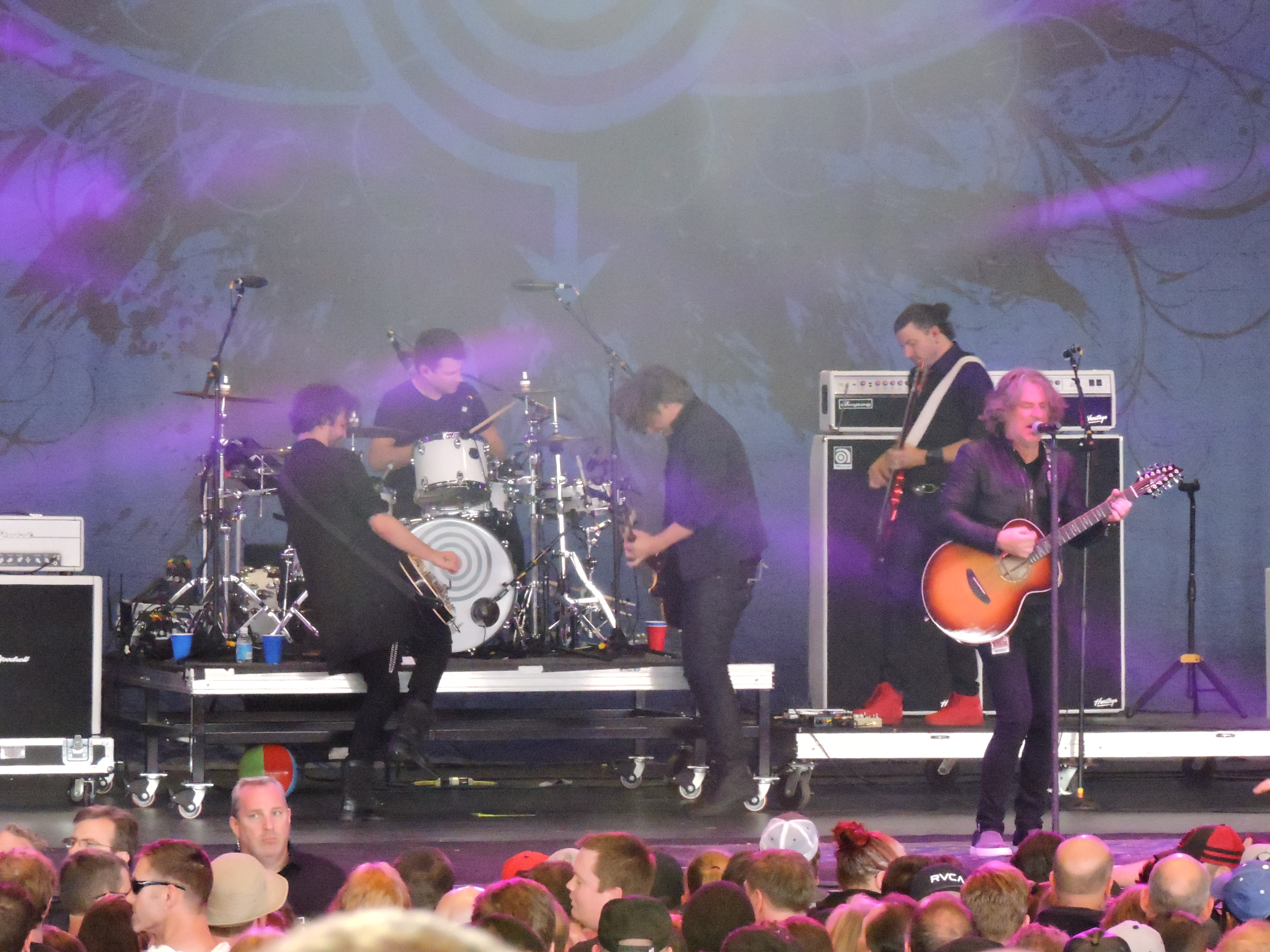
Collective Soul, 2016

Collective Soul ist eine US-amerikanische Rockband. Die fünfköpfige Gruppe um die Roland-Brüder stammt aus Stockbridge, Georgia.

## Bandgeschichte
Ihren Durchbruch hatte die Band 1994 mit dem Song Shine. In den USA wurde er mit einer Goldenen Schallplatte für über 500.000 verkaufte Einheiten ausgezeichnet, und auch in Europa und Australien war er ein kleinerer Hit.
Abgesehen davon beschränkte sich der Erfolg von Collective Soul aber auf Nordamerika. Das Debütalbum Hints, Allegations and Things Left Unsaid erreichte in den USA Doppel-Platin, das ein Jahr später veröffentlichte Album Collective Soul sogar Dreifach-Platin. Bis zum Ende der 90er hatten sie zwei weitere Platinalben, ein Goldalbum und mehrere Hits in den Singlecharts. Die musikalische Bandbreite der Band umfasst ruhige Rockballaden bis hin zu radiotauglichem Grunge.
Anfang der 2000er wurden Blender und ein Best-of-Album veröffentlicht, die beide eher enttäuschten und danach lief ihr Vertrag mit ihrem Label Atlantic aus. Es folgte eine längere Pause, bis sie nach dem Wechsel des zweiten Gitarristen 2004 ein eigenes Label gründeten. Weitere Veröffentlichungen folgten, die aber nur die hinteren Ränge der Albumcharts erreichten. Erst 2009 fanden sie für ihr achtes Studioalbum mit Roadrunner Records wieder ein größeres Label. Mit dem Album, das wie schon ihr zweites Album den Namen Collective Soul trägt, aber wegen des auf dem Cover abgebildeten Hasens auch mit Rabbit bezeichnet wird, gelang ihnen die Rückkehr in die Top 40.

## Bandmitglieder
- Ed Roland (* 3. August 1963), Sänger

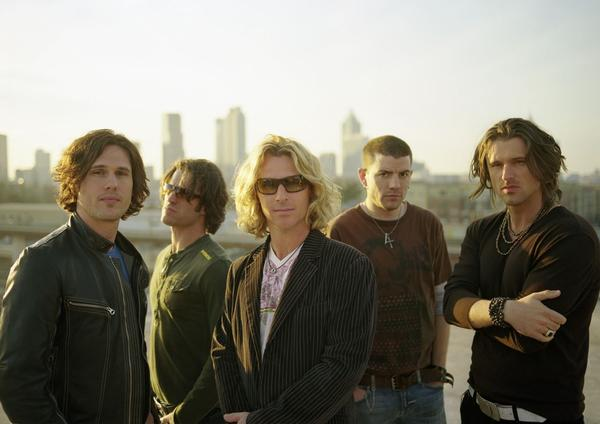
Collective Soul, 2007

- Dean Roland (* 10. Oktober 1971), Gitarrist
- Joel Kosche (* 20. September 1969), Gitarrist
- Will Turpin (* 8. Februar 1971), Bassist
- Ryan Hoyle (* 10. März 1978), Schlagzeuger

Ehemalige
- Ross Childress (* 8. September 1971), Gitarrist
- Shane Evans (* 26. April 1971), Schlagzeuger

## Diskografie

### Studioalben
| Jahr | Titel                                    | Höchstplatzierung, Gesamtwochen, AuszeichnungChartsChartplatzierungen (Jahr, Titel, Platzierungen, Wochen, Auszeichnungen, Anmerkungen) | Anmerkungen                             |
| Jahr | Titel                                    | US | Anmerkungen                             |
| ---- | ---------------------------------------- | --- | --------------------------------------- |
| 1993 | Hints Allegations and Things Left Unsaid | US15 ×2Doppelplatin · (40 Wo.)US | Erstveröffentlichung: 22. Juni 1993     |
| 1995 | Collective Soul                          | US23 ×3Dreifachplatin · (76 Wo.)US | Erstveröffentlichung: 14. März 1995     |
| 1997 | Disciplined Breakdown                    | US16 Platin · (26 Wo.)US | Erstveröffentlichung: 11. März 1997     |
| 1999 | Dosage                                   | US21 Platin · (35 Wo.)US | Erstveröffentlichung: 9. Februar 1999   |
| 2000 | Blender                                  | US22 Gold · (15 Wo.)US | Erstveröffentlichung: 10. Oktober 2000  |
| 2004 | Youth                                    | US66 (2 Wo.)US | Erstveröffentlichung: 16. November 2004 |
| 2009 | Rabbit / Collective Soul                 | US24 (4 Wo.)US | Erstveröffentlichung: 25. August 2009   |
| 2015 | See What You Started by Continuing       | US25 (2 Wo.)US | Erstveröffentlichung: 2. Oktober 2015   |
| 2019 | Blood                                    | — | Erstveröffentlichung: 21. Juni 2019     |
| 2022 | Vibrating                                | — | Erstveröffentlichung: 16. Dezember 2022 |

### Weitere Alben
| Jahr | Titel                | Höchstplatzierung, Gesamtwochen, AuszeichnungChartsChartplatzierungen (Jahr, Titel, Platzierungen, Wochen, Auszeichnungen, Anmerkungen) | Anmerkungen                                          |
| Jahr | Titel                | US | Anmerkungen                                          |
| ---- | -------------------- | --- | ---------------------------------------------------- |
| 2001 | Seven Year Itch      | US50 (8 Wo.)US | Erstveröffentlichung: 18. September 2001 Kompilation |
| 2005 | From the Ground Up   | US129 (1 Wo.)US | Erstveröffentlichung: 24. Mai 2005 EP                |
| 2006 | Home: A Live Concert | US183 (1 Wo.)US | Erstveröffentlichung: 7. Februar 2006 Livealbum      |

Weitere Veröffentlichungen
- 2007: Afterwords
- 2017: Collective Soul: Live

### Singles
| Jahr | Titel Album                                    | Höchstplatzierung, Gesamtwochen, AuszeichnungChartplatzierungen (Jahr, Titel, Album, Platzierungen, Wochen, Auszeichnungen, Anmerkungen) | Höchstplatzierung, Gesamtwochen, AuszeichnungChartplatzierungen (Jahr, Titel, Album, Platzierungen, Wochen, Auszeichnungen, Anmerkungen) | Höchstplatzierung, Gesamtwochen, AuszeichnungChartplatzierungen (Jahr, Titel, Album, Platzierungen, Wochen, Auszeichnungen, Anmerkungen) | Anmerkungen                         |
| Jahr | Titel Album                                    | AT | UK | US | Anmerkungen                         |
| ---- | ---------------------------------------------- | --- | --- | --- | ----------------------------------- |
| 1993 | Shine Hints Allegations and Things Left Unsaid | AT25 (5 Wo.)AT | UK80 (2 Wo.)UK | US11 Gold · (29 Wo.)US | Erstveröffentlichung: März 1993     |
| 1995 | December Collective Soul                       | — | — | US20 (39 Wo.)US | Erstveröffentlichung: März 1995     |
| 1995 | The World I Know Collective Soul               | — | — | US19 (34 Wo.)US | Erstveröffentlichung: November 1995 |
| 1997 | Precious Declaration Disciplined Breakdown     | — | — | US65 (10 Wo.)US | Erstveröffentlichung: Februar 1997  |
| 1997 | Listen Disciplined Breakdown                   | — | — | US72 (11 Wo.)US | Erstveröffentlichung: Juni 1997     |
| 1999 | Run Dosage                                     | — | — | US76 (7 Wo.)US | Erstveröffentlichung: Februar 1999  |
| 1999 | Heavy Dosage                                   | — | — | US73 (20 Wo.)US | Erstveröffentlichung: Februar 1999  |

Weitere Singles
| - 1994: Breathe - 1994: Wasting Time - 1995: Gel - 1995: Smashing Young Man - 1996: Where the River Flows - 1997: Blame - 1998: She Said - 1999: Needs - 1999: No More, No Less - 1999: Tremble for My Beloved - 2000: Why, Pt. 2 - 2001: Vent - 2001: Perfect Day (feat. Elton John) - 2001: Next Homecoming | - 2004: Counting the Days - 2005: Better Now - 2005: How Do You Love? - 2007: Hollywood - 2008: All That I Know - 2009: Staring Down - 2009: Welcome All Again - 2010: You - 2010: Tremble for My Beloved - 2015: This - 2015: AYTA - 2015: Hurricane - 2015: Contagious - 2019: Right as Rain |

## Auszeichnungen für Musikverkäufe
| Goldene Schallplatte - Australien - 1996: für das Album Collective Soul - Kanada - 2001: für das Album Seven Year Itch Platin-Schallplatte - Kanada - 1999: für das Album Dosage 2× Platin-Schallplatte - Kanada - 1999: für das Album Disciplined Breakdown | 5× Platin-Schallplatte - Kanada - 1999: für das Album Hints Allegations and Things Left Unsaid 8× Platin-Schallplatte - Kanada - 1999: für das Album Collective Soul |

Anmerkung: Auszeichnungen in Ländern aus den Charttabellen bzw. Chartboxen sind in ebendiesen zu finden.
| Land/RegionAuszeichnungen für Musikverkäufe (Land/Region, Auszeichnungen, Verkäufe, Quellen) | Gold     | Platin       | Verkäufe  | Quellen         |
| -------------------------------------------------------------------------------------------- | -------- | ------------ | --------- | --------------- |
| Australien (ARIA)                                                                            | Gold1    | —            | 35.000    | aria.com.au     |
| Kanada (MC)                                                                                  | Gold1    | 16× Platin16 | 1.650.000 | musiccanada.com |
| Vereinigte Staaten (RIAA)                                                                    | 2× Gold2 | 7× Platin7   | 8.000.000 | riaa.com        |
| Insgesamt                                                                                    | 4× Gold4 | 23× Platin23 |           |                 |